# Sommer
Sommer är en dansk TV-serie från 2008. Den handlar om en läkarfamilj i Frederiksværk på Nordsjälland.